# Comoclathris lanata
Comoclathris lanata är en svampart som beskrevs av Clem. 1909. Comoclathris lanata ingår i släktet Comoclathris och familjen Diademaceae.   Inga underarter finns listade i Catalogue of Life.